# Piotr van der Coghen
Piotr Artur van der Coghen (* 23. Februar 1953 in Krynica-Zdrój) ist ein polnischer Politiker (PO). Er war zudem Leiter des polnischen Bergrettungsdiensts Grupa Jurajska GOPR. Von 2007 bis 2015 gehörte er dem Sejm in der VI. und VII. Wahlperiode an.

## Leben und Beruf
Van der Coghens Großvater Stanisław gehörte zu den Opfern des Massakers von Katyn. Er ist von Beruf Bergführer, Bergretter und Sportlehrer. Er arbeitet als Sachverständiger für Unfallursachen in den Bereichen Tourismus und Bergsport. Er war Gründer- und erster Leiter des Such- und Rettungsfreiwilligendienstes Grupa Jurajska GOPR. Er war am Rettungseinsatz nach dem Dacheinsturz auf der Kattowitzer Messe im Januar 2006 beteiligt.
Piotr van der Coghen ist verheiratet und hat drei Kinder.

## Politik
Bei den Selbstverwaltungswahlen 2002 wurde er für die Liste „Niezależnej Alternatywy Wyborczej“ in den Rat des Powiat Zawierciański gewählt. Bei den Selbstverwaltungswahlen 2006 wurde er dann für die Platforma Obywatelska (PO) in den Sejmik der Woiwodschaft Schlesien gewählt.
Bei den vorgezogenen Parlamentswahlen 2007 konnte er mit 28.657 Stimmen im Wahlkreis 32 Sosnowiec ein Mandat für den Sejm erringen. Bei der Parlamentswahl 2011 wurde er wiedergewählt. Hingegen konnte er bei der Parlamentswahl 2015 sein Mandat nicht verteidigen. Bei den Selbstverwaltungswahlen 2018 kandidierte er, inzwischen parteilos, erfolglos für das Wahlkomitee „Niezależna Alternatywa Wyyborców Ziemi Zawierciańskiej“.

## Ehrungen
- 2005 Ritterkreuz des Ordens Polonia Restituta[9]
- 2023  Orden des Lächelns[10]